# داوید یلینک
داوید یلینک (چکی: David Jelínek؛ زادهٔ ۷ سپتامبر ۱۹۹۰) بازیکن بسکتبال اهل جمهوری چک است.
از باشگاه‌هایی که در آن بازی کرده‌است می‌توان به باشگاه بسکتبال ساسکی باسکونیا، باشگاه بسکتبال مورسیا، باشگاه بسکتبال آندورا، و باشگاه بسکتبال یوونتوت بادالونا اشاره کرد.